# دامیان کایو
دامیان کایو (فرانسوی: Damien Keyeux‎) یک تدوین‌گر اهل بلژیک است.
از فیلم‌ها یا مجموعه‌های تلویزیونی که وی در آن‌ها نقش داشته‌است می‌توان به بارون‌ها و بسیار دوست‌داشتنی اشاره نمود.